# Ausztria járásainak listája
Ez a lista Ausztria 79 járását és 15 járási jogú városát sorolja fel táblázatos formában.

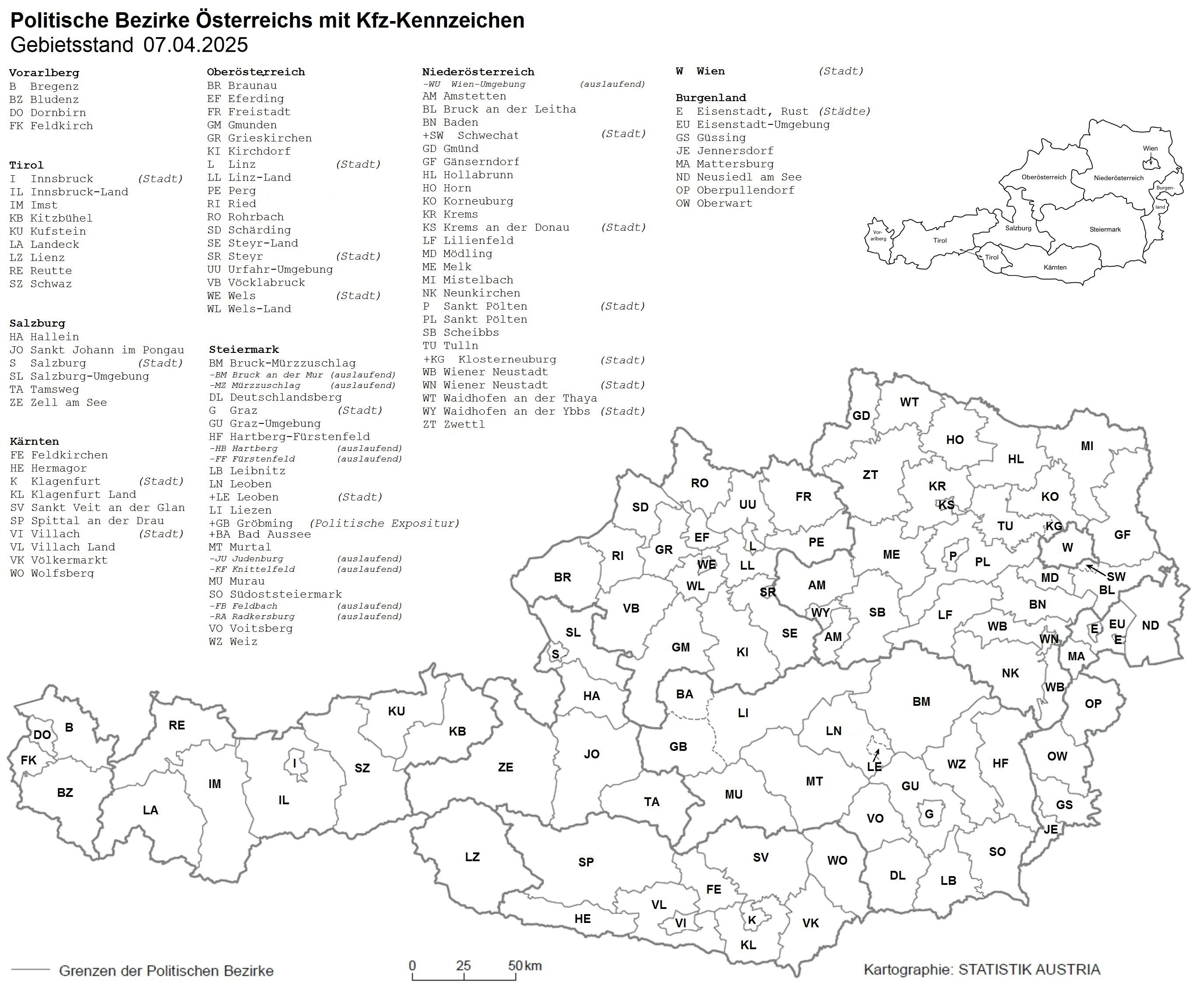
Ausztria járásainak és (pirossal jelölve) járási jogú városainak térképvázlata. A betűk a járásokhoz illetve járási jogú városokhoz tartozó rendszámtábla-kódokat tükrözik. A tartományi székhelyeket dőlt betűs kód jelöli.

| Járás                          | Tartomány                     | Helyjelölő térkép |
| ------------------------------ | ----------------------------- | ----------------- |
| Amstetteni járás               | Alsó-Ausztria                 |                   |
| Badeni járás                   | Alsó-Ausztria                 |                   |
| Bécs                           | Ausztria                      |                   |
| Bécsújhely                     | Alsó-Ausztria                 |                   |
| Bécsújhelyvidéki járás         | Alsó-Ausztria                 |                   |
| Bludenzi járás                 | Vorarlberg                    |                   |
| Braunaui járás                 | Felső-Ausztria                |                   |
| Bregenzi járás                 | Vorarlberg                    |                   |
| Bruck an der Leitha-i járás    | Alsó-Ausztria                 |                   |
| Bruck-mürzzuschlagi járás      | Stájerország                  |                   |
| Deutschlandsbergi járás        | Stájerország                  |                   |
| Dornbirni járás                | Vorarlberg                    |                   |
| Eferdingi járás                | Felső-Ausztria                |                   |
| Feldkircheni járás             | Karintia                      |                   |
| Feldkirchi járás               | Vorarlberg                    |                   |
| Felsőőri járás                 | Burgenland                    |                   |
| Felsőpulyai járás              | Burgenland                    |                   |
| Freistadti járás               | Felső-Ausztria                |                   |
| Gänserndorfi járás             | Alsó-Ausztria                 |                   |
| Gmundeni járás                 | Felső-Ausztria                |                   |
| Gmündi járás                   | Alsó-Ausztria                 |                   |
| Graz                           | Stájerország Stájer Hercegség |                   |
| Graz-Umgebung kerület          | Stájerország                  |                   |
| Grieskircheni járás            | Felső-Ausztria                |                   |
| Gröbmingi kirendeltség         | Stájerország                  |                   |
| Gyanafalvi járás               | Burgenland                    |                   |
| Halleini járás                 | Salzburg                      |                   |
| Hartberg-Fürstenfeld járás     | Stájerország                  |                   |
| Hermagori járás                | Karintia                      |                   |
| Hollabrunni járás              | Alsó-Ausztria                 |                   |
| Horni járás                    | Alsó-Ausztria                 |                   |
| Imsti járás                    | Tirol                         |                   |
| Innsbruck                      | Tirol                         |                   |
| Innsbrucki járás               | Tirol                         |                   |
| Kirchdorfi járás               | Felső-Ausztria                |                   |
| Kismarton                      | Burgenland                    |                   |
| Kismartoni járás               | Burgenland                    |                   |
| Kitzbüheli járás               | Tirol                         |                   |
| Klagenfurtvidéki járás         | Karintia                      |                   |
| Korneuburgi járás              | Alsó-Ausztria                 |                   |
| Krems an der Donau             | Alsó-Ausztria                 |                   |
| Kremsvidéki járás              | Alsó-Ausztria                 |                   |
| Kufsteini járás                | Tirol                         |                   |
| Landecki járás                 | Tirol                         |                   |
| Leibnitzi járás                | Stájerország                  |                   |
| Leobeni járás                  | Stájerország                  |                   |
| Lienzi járás                   | Tirol                         |                   |
| Liezeni járás                  | Stájerország                  |                   |
| Lilienfeldi járás              | Alsó-Ausztria                 |                   |
| Linzvidéki járás               | Felső-Ausztria                |                   |
| Melki járás                    | Alsó-Ausztria                 |                   |
| Mistelbachi járás              | Alsó-Ausztria                 |                   |
| Mödlingi járás                 | Alsó-Ausztria                 |                   |
| Muraui járás                   | Stájerország                  |                   |
| Murtali járás                  | Stájerország                  |                   |
| Nagymartoni járás              | Burgenland                    |                   |
| Németújvári járás              | Burgenland                    |                   |
| Neunkircheni járás             | Alsó-Ausztria                 |                   |
| Nezsideri járás                | Burgenland                    |                   |
| Pergi járás                    | Felső-Ausztria                |                   |
| Reutte járás                   | Tirol                         |                   |
| Riedi járás                    | Felső-Ausztria                |                   |
| Rohrbachi járás                | Felső-Ausztria                |                   |
| Ruszt                          | Burgenland                    |                   |
| Salzburg                       | Salzburg                      |                   |
| Salzburg-Umgebung              | Salzburg                      |                   |
| St. Johann im Pongau           | Salzburg                      |                   |
| St. Pölten járás               | Alsó-Ausztria                 |                   |
| St. Veit an der Glan-i járás   | Karintia                      |                   |
| Schärdingi járás               | Felső-Ausztria                |                   |
| Scheibbsi járás                | Alsó-Ausztria                 |                   |
| Schwaz                         | Tirol                         |                   |
| Spittal an der Drau-i járás    | Karintia                      |                   |
| Steyr                          | Felső-Ausztria                |                   |
| Steyrvidéki járás              | Felső-Ausztria                |                   |
| Südoststeiermark járás         | Stájerország                  |                   |
| Tamswegi járás                 | Salzburg                      |                   |
| Tullni járás                   | Alsó-Ausztria                 |                   |
| Urfahr-környéki járás          | Felső-Ausztria                |                   |
| Villach                        | Karintia                      |                   |
| Villachvidéki járás            | Karintia                      |                   |
| Voitsbergi járás               | Stájerország                  |                   |
| Vöcklabrucki járás             | Felső-Ausztria                |                   |
| Völkermarkti járás             | Karintia                      |                   |
| Waidhofen an der Thaya-i járás | Alsó-Ausztria                 |                   |
| Waidhofen an der Ybbs          | Alsó-Ausztria                 |                   |
| Weizi járás                    | Stájerország                  |                   |
| Wels                           | Felső-Ausztria                |                   |
| Welsvidéki járás               | Felső-Ausztria                |                   |
| Wolfsbergi járás               | Karintia                      |                   |
| Zell am See-i járás            | Salzburg                      |                   |
| Zwettli járás                  | Alsó-Ausztria                 |                   |